# بلاجنكو لاكوفيتش
بلاجنكو لاكوفيتش (بالكرواتية: Blaženko Lacković) مواليد 25 ديسمبر 1980 في نوفي ماروف، جمهورية يوغوسلافيا الاشتراكية الاتحادية، هو لاعب كرة يد كرواتي يلعب كظهير أيسر. يلعب حاليا مع نادي كيل لكرة اليد. مثل منتخب كرواتيا لكرة اليد. شارك في دورة الألعاب الأولمبية الصيفية سنة 2004.

## المسيرة الاحترافية
لعب مع نادي فلنسبورغ هاندفيت لكرة اليد في الدوري الألماني من سنة 2004 إلى 2008، ثم لعب مع نادي فاردار لكرة اليد من سنة 2014 إلى 2016، ثم انضم إلى نادي كيل لكرة اليد في الدوري الألماني في سنة 2016.

## سجل المنافسة
شارك في البطولات التالية:
- بطولة أوروبا لكرة اليد للرجال 2012
- الألعاب الأولمبية الصيفية 2012

## الإنجازات
- حصل لاكوفيتش على العديد من الجوائز الفردية خلال مسيرته، منها لقب "أفضل لاعب في الدوري الألماني لكرة اليد" عدة مرات
- الدوري الكرواتي لكرة اليد الفوز(3): 2001-02، 2002–03، 2003–04
- الدوري الألماني لكرة اليد الوصافة (3): 2004-05، 2005–06، 2007–08
- دوري أبطال أوروبا لكرة اليد النهائي 2006–07
- الدوري الألماني لكرة اليد الفوز (1)
- دوري أبطال أوروبا لكرة اليد الفوز 2012–13
- الدوري المقدوني لكرة اليد الفوز (2): 2014-15، 2015–16
- دوري الجنوب الشرقي لكرة اليد الوصافة (1)
- أفضل ظهير أيسر في بطولة العالم لكرة اليد للرجال 2009

## بعد الاعتزال
بعد اعتزاله، اتجه لاكوفيتش إلى التدريب، حيث يعمل حالياً كمساعد مدرب في أحد الأندية الأوروبية الكبرى.

## روابط خارجية
- بلاجنكو لاكوفيتش على موقع الاتحاد الأوروبي لكرة اليد (الإنجليزية)
- بلاجنكو لاكوفيتش على موقع نادي كيل لكرة اليد (الألمانية)
- بلاجنكو لاكوفيتش على موقع اللجنة الأولمبية الدولية (الإنجليزية)
- بلاجنكو لاكوفيتش على موقع أوليمبيديا (الإنجليزية)
- بلاجنكو لاكوفيتش على موقع اللجنة الأولمبية الكرواتية (مؤرشف) (الكرواتية)